# Un mafiot sub canapea
Un mafiot sub canapea este un roman  de Alina Nour. A apărut la editura Cariatide în 1991.

## Vezi și
- 1991 în literatură